# Hernán Llerena
Hernán Llerena Valderrama (* 28. Dezember 1928 in Arequipa; † 14. März 2010 ebenda) war ein peruanischer Radrennfahrer und nationaler Meister im Radsport.

## Sportliche Laufbahn
Llerena war im Straßenradsport und im Bahnradsport aktiv. 1948 war er Teilnehmer der Olympischen Sommerspiele in London. Das olympische Straßenrennen beendete er nicht. Peru kam mit Hernán Llerena, Luis Poggi und Pedro Mathey nicht in die Mannschaftswertung, da kein Fahrer des Teams das Rennen beendete.
1947 gewann er drei Titel bei den nationalen Bahnmeisterschaften. Bei den Panamerikanischen Spielen 1951 gewann er die Bronzemedaille in der Einerverfolgung. Bei den Südamerikanischen Meisterschaften holte er zwei Titel: 1949 siegte er im Steherrennen, 1951 in der Einerverfolgung. Bei den Bolivarischen Spielen gewann Llerena insgesamt neun Titel in verschiedenen Disziplinen.
In seiner Heimatstadt Arequipa wurde er geehrt, als das dort errichtete Velodrom nach ihm benannt wurde.